# Pyrenacantha malvifolia
Espèce
Pyrenacantha malvifolia est une espèce de végétaux de la famille des Icacinaceae originaire d'Afrique tropicale de l'est.

## Description
C'est une liane issue d'un gros tubercule pouvant mesurer jusqu'à 75 cm de hauteur et jusqu'à 1,5 m de diamètre et couvert d'un épiderme gris-beige. Les rameaux de cette liane peuvent atteindre de 2 à 15 m de long. 

## Distribution géographique
Elle pousse sur sol rocailleux, au sein de savanes plus ou moins arborées mais généralement arides. On ne la trouve généralement pas plus haut que 1500 m d'altitude. 